# ネコノメソウ属

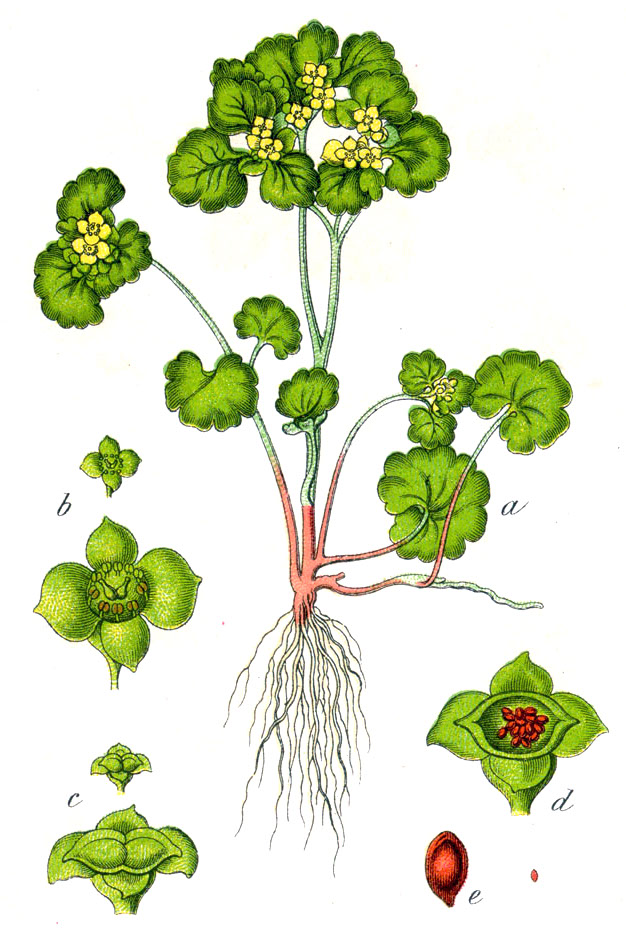
Chrysosplenium oppositifolium
図版

ネコノメソウ属（ネコノメソウぞく、学名: Chrysoplenium）は、ユキノシタ科に分類される植物の属である。ネコノメソウ属植物の花は小さいが複雑な形の花序が目を引く。

## 概説
小型の植物が多く、花は小さくて花弁がないが、萼が花弁のようになっていたり、苞葉が広がって花のように見えたりと種によって様々な形を持つ。他の花が咲くより早く咲くものも多いこともあり、小さいながらも人目を引く。日本には多くの種があり、更に種内の変異も多く、同定は難しい場合がある。

### 名前の由来
学名はchrysos（金の）とsplen（脾臓）からなり、属のタイプ種が黄色い花や苞葉を持つことと、脾臓の薬として用いられたことによるという。また和名は果実が熟した時に、2本の花柱を突っ切るような割れ目を生じて開き、この形が猫の目のようであることによる。ただし、牧野はこの和名は上記の理由と説明を付けつつも、発想の元は猫児目晴草という漢名によるとし、またそれに当たる植物がトウダイグサであると述べている。なお、ここの和名ではネコノメソウをネコノメと略する例がある。

## 特徴
小柄で全体に柔らかな多年生の草本。走出茎や珠芽を生じて無性生殖し、往々に群生する。葉は互生または対生し、単葉で柄があって托葉はない。花は両性花で小さく、集散花序をなし、花序には葉状の苞がある。萼筒は子房と合着して杯状または漏斗状をなし、萼裂片は4個あって、これは花後も残る。花弁はない。多くは花盤が発達する。
雄蘂は8個か、希に4個あって萼筒の周辺部に着いていて、花糸は針状、葯は赤か黄色で2室からなり、底面で花糸と繋がる。子房は下位から上位まで多様で、二心皮からなり、それぞれ一室。花柱は二個。果実は朔果で、割れて内部の種子を放出する。その形はさすまた状でやや扁平、双方の花柱の間で裂開する。花柱の先端は嘴状となって直立から外向きに開く。種子は多数あり、楕円形から卵形で厚みがあり、0.5-1.5 mm。種皮は厚くて表面が滑らかな例もあるが、隆起した条線や乳頭状突起などを持つ例が多い。

### 同定について
この群は同定の難しいものが多くある。理由は幾つかあり、地方変異が多いこと、大きさや葉の形などに変異の幅が広いこと、種の区分を細部に頼っている例があることが挙げられる。さらに同じ個体であっても開花の後に茎が急激に伸びて姿を変える例、それに応じて萼片や苞葉の色も変わり、開花時には様々な色を呈していても花後には緑色になってしまうなど、径時変化が大きいことも理由の一つである。

## 分布と分類
世界に約60種があり、ほとんどは北半球の温帯から寒帯域に分布するが、南アメリカの南部に2種が隔離分布している。もっとも種数が多いのは東アジアからヒマラヤに掛けてで約30種が分布する。日本には19種あり、そのうち11種は固有種となっている。なお、19種のうち、1種は2018年に新種記載されたものである。
種の判別には、まず葉が互生か対生かを見る。これによってネコノメソウ節Sect. Chrysopleniumとヤマネコノメソウ節Sect. Nephrophylloides を分ける。また、種子の表面の模様も重視される。なお、日本にはヤマネコノメソウ節のものは4種しか分布しないが、ヒマラヤや中国では多くの種に分化している。

### 代表的な種
以下に日本で知られている種を挙げる。
- C. maximowiczii　ムカゴネコノメソウ
- C. grayanum　ネコノメソウ
- C. pseudofauriei var. nipponense　ヒメオオイワボタン
- C. echinus　イワネコノメソウ
- C. kamtschaticum　チシマネコノメソウ
  - f. tobishimense　トビシマネコノメソウ
  - var. aomorensis　ミチノクネコノメソウ
- C. fauriei　ホクリクネコノメ
  - f. ferruginiflorum 　サンインネコノメ
- C. kiotoense　ボタンネコノメソウ
  - f. xanthandrum　キンシベボタンネコノメ
- C. nagasei　ヒダボタン
  - var. luteoflorum　ヒメヒダボタン
  - var. porphyranthes　アカヒダボタン
- C. macrostemon　イワボタン
  - var. atrandrum　ヨゴレネコノメ
  - var. shiobarense　ニッコウネコノメ
  - var. calicitrapa　キシュウネコノメ
  - var. viridescens　サツマネコノメ
- C. ramosum　マルバネコノメソウ
  - f. microphyllum　コマルバネコノメ
  - f. macrophyllum　オオマルバネコノメ
- C. album　シロバナネコノメソウ
  - var. stamineum　ハナネコノメ
  - var. nachiense　キイハナネコノメ
  - var. flavum　キバナハナネコノメ
  - var. totsukawaense　トツカワハナネコノメ
- C. rhabdospermum　ツクシネコノメソウ
  - var. shikokianum　トゲミツクシネコノメ
- C. pilosum
  - var. sphaerospermum　コガネネコノメソウ
  - var. fulvum　オオコガネネコノメソウ
- C. pseudopilosum　トウノウネコノメ
  - var. divaricatistylosum　ヤマシロネコノメ
- C. flagelliferum　ツルネコノメソウ
- C. japonicum　ヤマネコノメソウ
  - var. tetrandrum　ヨツシベヤマネコノメ
- C. tosaense　タチネコノメソウ
- C. alternifolium　エゾネコノメソウ
- C. suzukaense　スズカボタン[6]

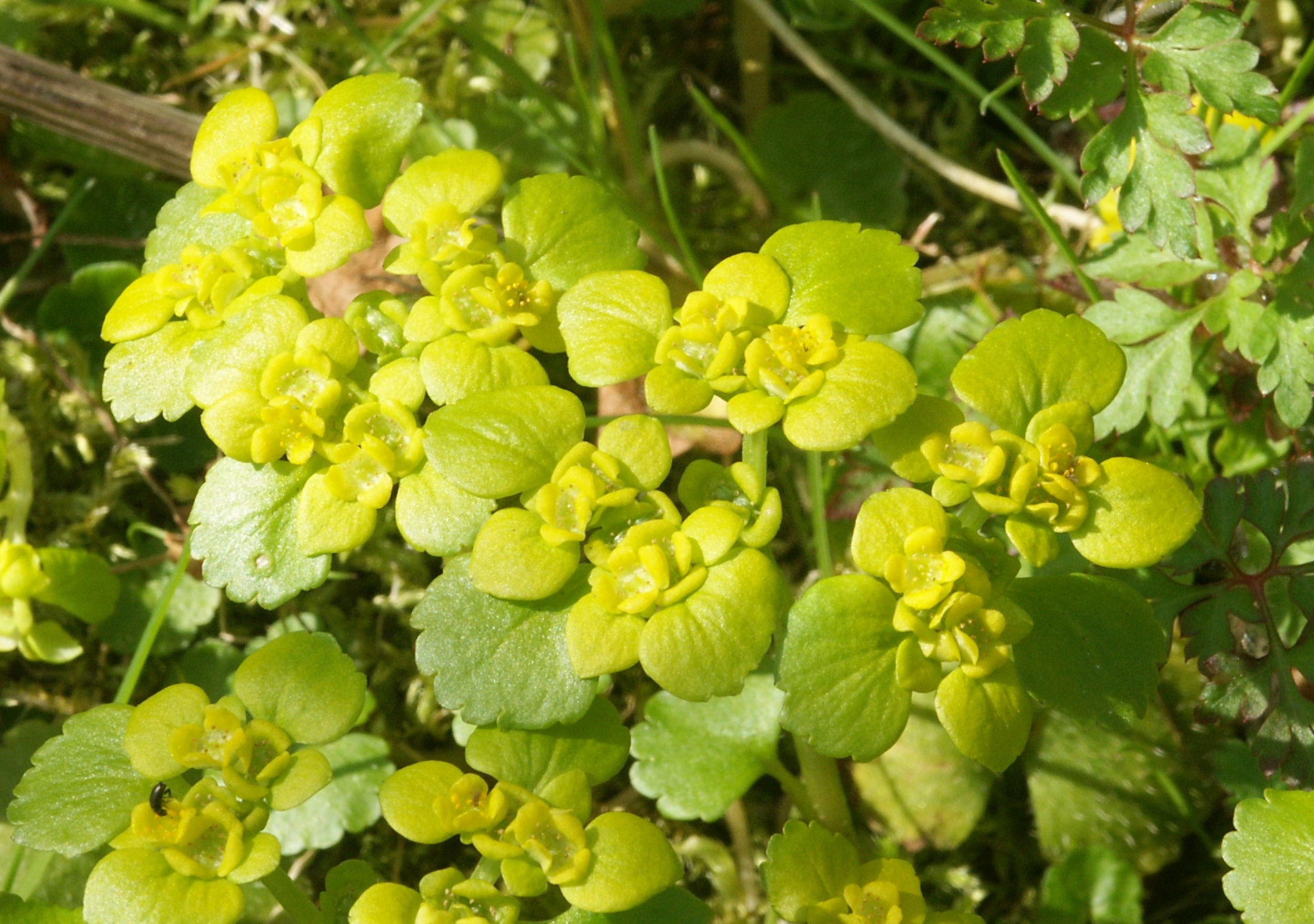
エゾネコノメソウ：花
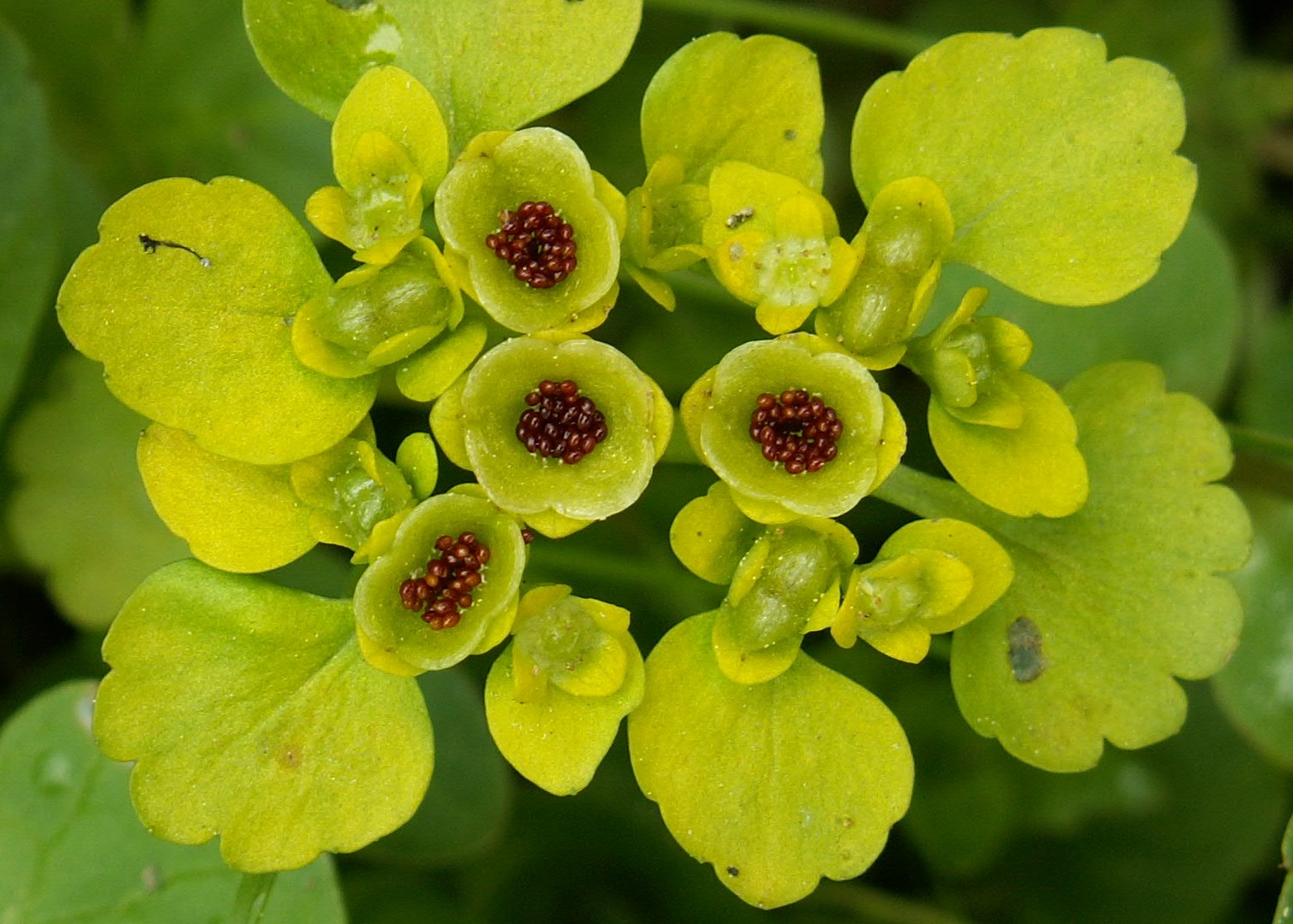
エゾネコノメ 果実が開いて種子が見える
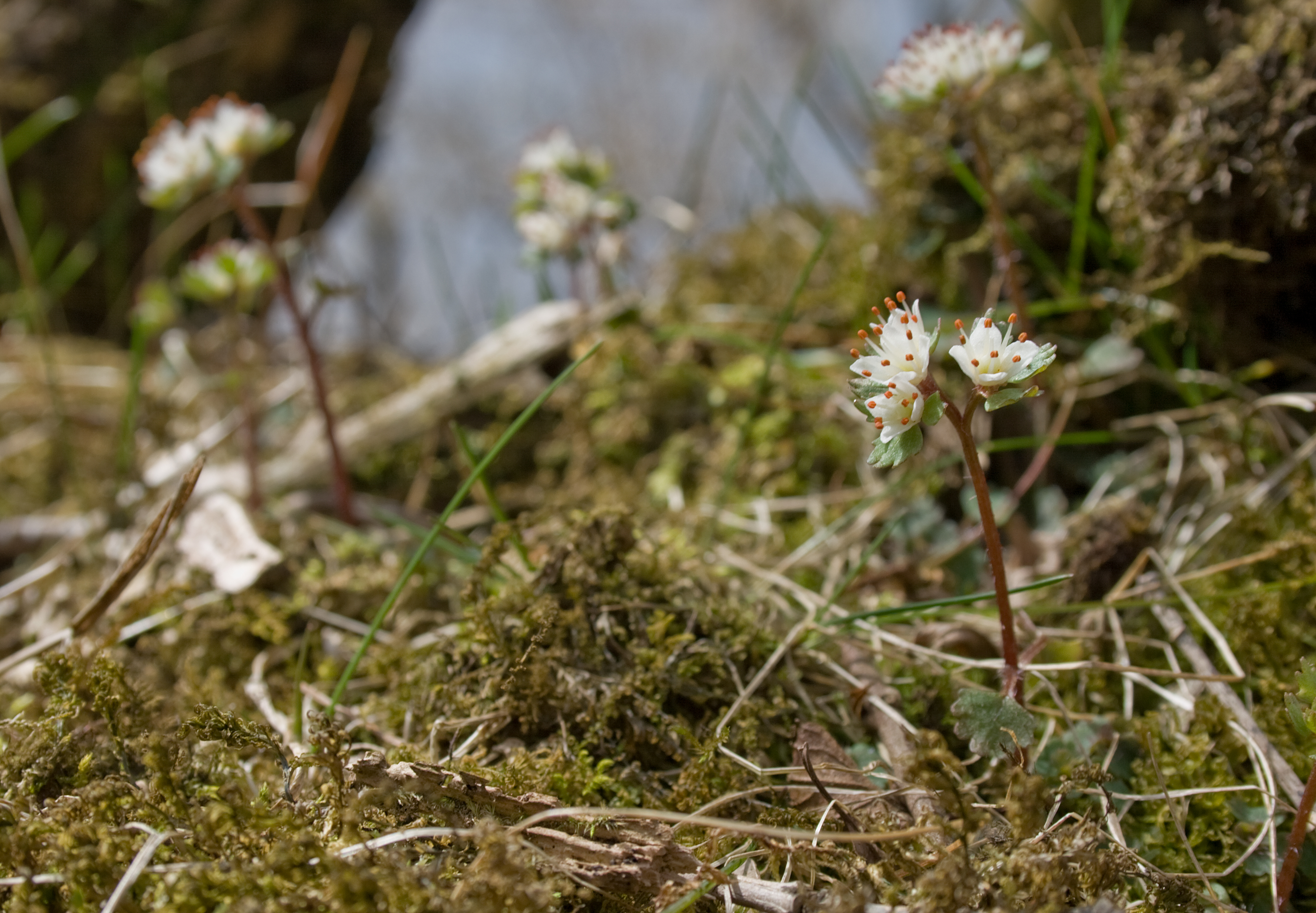
シロバナネコノメの変種 花弁に見えるのは萼
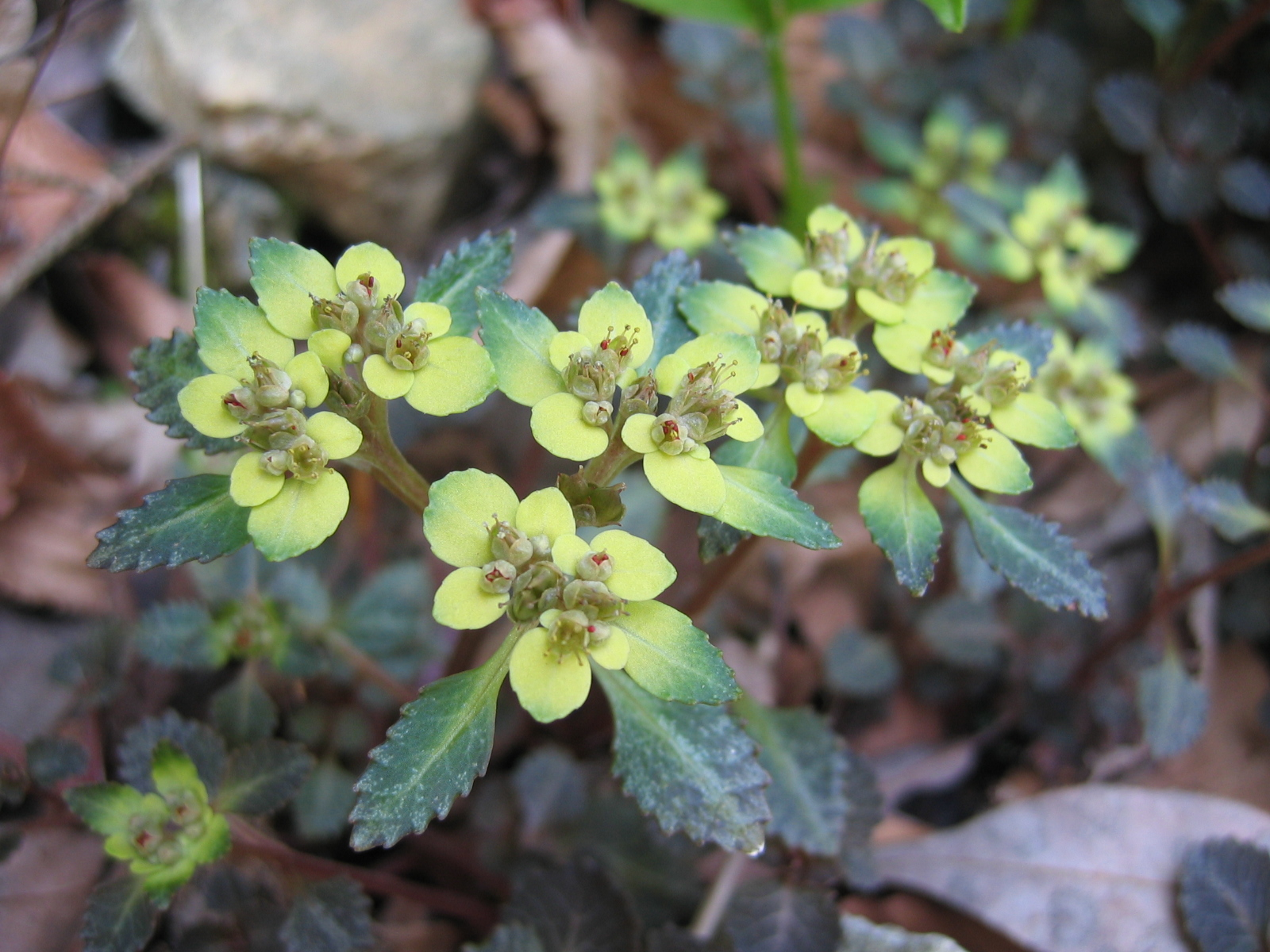
ヨゴレネコノメ 包に斑紋が出る例